# Okinori Kaya
Okinori Kaya (1889—9 de maio de 1977) foi Ministro das Finanças do Japão entre 1941-1944. Em 1945, foi capturado pelos Aliados e levado a julgamento, sendo condenado a 20 anos de prisão por crimes de guerra. Posto em liberdade condicional em 1955, foi nomeado Ministro da Justiça do Japão entre 1957-1960.

## Citações
| “ | Comunismo significa apenas uma vida de cachorro.[1] | ” |